# Дюжина ножей в спину революции
«Дю́жина ноже́й в спи́ну револю́ции» — сборник послереволюционных рассказов Аркадия Аверченко, впервые опубликованный в Симферополе в сентябре 1920 года в издательстве газеты «Таврический голос», переизданный в 1921 году в Париже.

## Проблематика сборника
Вероятные источники названия — статья севастопольской газеты «Юг» (в которой печатался автор) «Нож в спину» о мирных переговорах большевиков с правительством Эстонии, поэма «Двенадцать» А. А. Блока, которую Аверченко часто критиковал, и стихотворение К. Д. Бальмонта «Двенадцатый час», вошедшее в сборник «Революционер я или нет?», цитируемый в предисловии.
В своей книге автор стремится изобразить целостную картину жизни, в которую входят разного рода произведения, объединенные одной проблематикой — изображение первых послереволюционных месяцев. Аверченко с радостью приветствовал Февральскую революцию, но был против Октябрьской социалистической. По словам автора, с появлением революции умерла старая культура. Все его персонажи с грустью вспоминают потерянную страну. Да и само название книги говорит нам, что писатель не принял Октябрьскую революцию. В предисловии сборника можно увидеть смысл и содержание данных рассказов:
«— Ах, ах! Какой бессердечный, жестоковыйный молодой человек этот Аркадий Аверченко!! Взял да и воткнул в спину революции ножик, да и не один, а целых двенадцать!»
Аверченко противопоставляет старую Россию и новую Россию.
Автор-повествователь сатирически изображает послереволюционное время. Для того, чтобы возвратиться в утерянную предреволюционную Россию, автор использует прием кинофокуса («Фокус великого кино»):
«Ах, если бы наша жизнь была похожа на послушную кинематографическую ленту!.. Повернул ручку назад — и пошло-поехало…»
В рассказах Аверченко уделяет внимание политическим деятелям. Например, он высмеивает В. И. Ленина, Л. Д. Троцкого, большевиков, беженцев и других.
Последний рассказ сборника «Осколки разбитого вдребезги» завершается вопросом:
«За что они Россию так?..»

## Композиция сборника
Сборник рассказов «Дюжина ножей в спину революции» состоит из 12 рассказов:
(Предисловие)
1. Фокус великого кино
2. Поэма о голодном человеке
3. Трава, примятая сапогом
4. Чертово колесо
5. Черты из жизни рабочего Пантелея Грымзина
6. Новая русская сказка
7. Короли у себя дома
8. Усадьба и городская квартира
9. Хлебушко
10. Эволюция русской книги
11. Русский в Европах
12. Осколки разбитого вдребезги

## Критика
Книга получила отзыв В. И. Ленина (статья «Талантливая книжка», опубликованная в газете «Правда» 22 ноября 1921), где тот называет Аверченко «обозленным белогвардейцем». Аверченко, который скорее был раздосадован рецензией Ленина, в ответ написал фельетон «Pro domo sua», в котором грустно острил: «Сам Ленин вдруг меня заметил. И в гроб сходя, благословил»». На этом Аверченко воображаемую полемику с вождями большевиков прекратил, и более к Ленину и другим в своих рассказах не обращался.